# Michel Goma
Pour les articles homonymes, voir Goma (homonymie).
Michel Goma, né le 12 mars 1932 à Moncrabeau (Lot-et-Garonne) et mort le 18 avril 2022 à Paris, est un styliste et costumier français.

## Biographie
Après des études de stylisme, il débute chez Jeanne Lafaurie, maison de haute couture des années 1930 qu'il rachète en 1958 et lui donne son nom, mais l'entreprise ferme en 1963. Michel Goma devient alors styliste chez Jean Patou pendant dix ans de 1964 à 1974 ; il est alors assisté par Jean-Paul Gaultier. En 1975, il crée une nouvelle maison de confection à son nom.
Puis, il travaille pour les magasins japonais Isetan (robes de mariées, lunettes, bagages, et même voitures). Il dessine aussi les collections de prêt-à-porter de Carven pour revenir créer une ligne de prêt-à-porter chez Balenciaga en 1987 nommée « Le Dix » en hommage au parfum initié par Cristóbal Balenciaga en 1947 ; il y reste jusqu'en 1992.
Il a réalisé les costumes pour la pièce Au théâtre ce soir d'Yves Jamiaque.

## Presse
- L'officiel de la mode - n° 724 de 1986
- L'officiel de la mode - n° 736 de 1987